# Pangolí arborícola
El pangolí arborícola (Phataginus tricuspis) és una de les vuit espècies vivents de pangolí i habita boscos secundaris. Viu a Àfrica, des del Senegal a l'oest de Kenya i del sud d'Àfrica a Zàmbia.
Els pangolins en general construeixen caus als nius de formiga o de tèrmit que han evacuat amb anterioritat, però el pangolí arborícola dorm als arbres, com ho indica el seu nom. Les dues espècies petites de pangolí que viuen als arbres de les jungles dormen a la bifurcació d'una branca o entre les plantes.